# Acuerdo de licencia del usuario final
Un acuerdo de licencia del usuario final (en inglés: End-user license agreement o EULA) es un contrato entre un proveedor de software y un cliente o usuario final, generalmente llega al cliente a través de un minorista que actúa como intermediario. Un acuerdo de licencia del usuario final especifica en detalle los derechos y restricciones aplicados al uso del software.
Los contratos para servicios digitales (como los términos de servicio y las políticas de privacidad) tradicionalmente se presentaban en papel (consulte shrink-wrap agreement), pero ahora es común hacerlo digitalmente como un browsewrap o clickwrap. Es posible que el usuario no vea el contrato hasta que haya comprado o interactuado con el software, por eso pueden ser considerados contratos de adhesión.